# Орєшников Борис Олександрович
Борис Олександрович Орєшников (нар. 29 січня 1938, ) — радянський футболіст, нападник.

## Життєпис
1959 року грав за клубну команду СКВО Одеса у першості Української РСР. Наступного року перебував у складі команди у класі «Б». 1961 рік провів у команді міста Серпухова. У 1962 перейшов до ЦСКА, за який провів 25 матчів, відзначився трьома голами у класі «А». 1963 рік провів в одеському «Чорноморці» в класі «Б». 1964 року разом із московським «Локомотивом» вийшов у клас «А», де за 4 сезони зіграв 100 матчів, відзначився 15-ма голами. Завершив кар'єру в 1969 році, протягом якого виступав за «Спартак» (Кострома) та «Світанок» (Красноярськ).